# بیدن
بیدن (به عربی: بدن) یک منطقهٔ مسکونی در اردن است که در استان امان واقع شده‌است.